# Investidura presidencial de George W. Bush en 2001

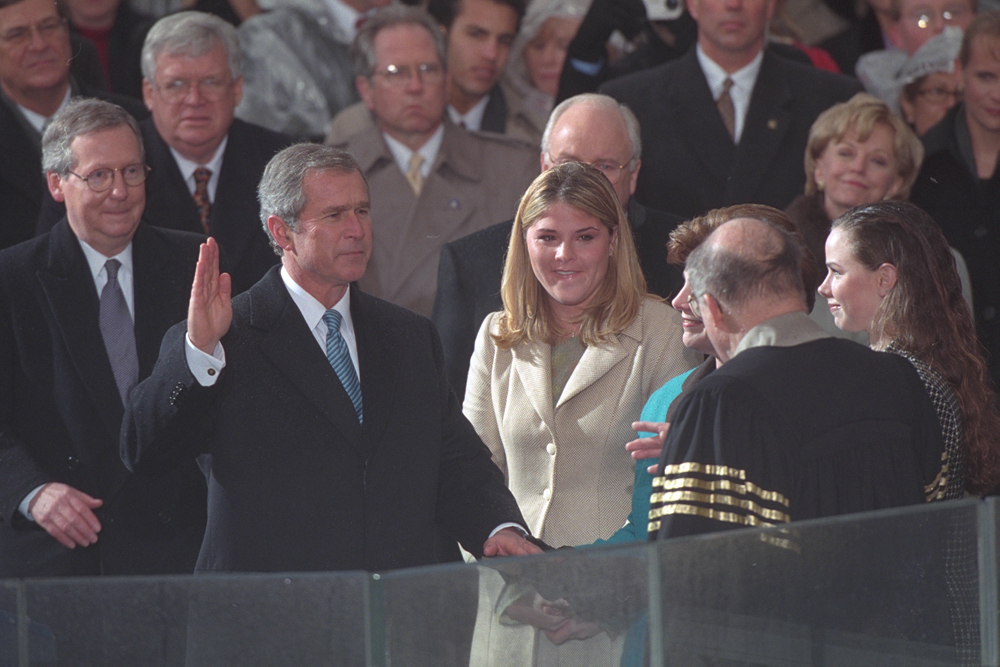
Juramento de George W. Bush como 43er presidente de los Estados Unidos.

La investidura presidencial de George W. Bush de 2001, como el cuadragésimo tercer Presidente de los Estados Unidos tuvo lugar el 20 de enero de 2001; el presidente de la Corte Suprema William Rehnquist administró el juramento de la oficina a las 12:01 PM.
En la víspera de la investidura hubo una celebración para los autores de América organizada por Laura Bush en las Hijas de la Revolución Americana en el Constitution Hall. Wayne Newton, Brooks & Dunn y Ricky Martin formaron parte de la investidura como entretenimiento.
Miles de manifestantes asistieron a la ceremonia inaugural en Washington D. C. para protestar por las políticas de Bush y los resultados de la elección presidencial de los EE. UU. 2000. Cuatro protestantes fueron arrestados y la limusina de Bush se vio afectada por una pelota de tenis y un huevo tirado de la multitud durante el desfile inaugural. Se calcula que 300 000 personas asistieron [cita requerida] a la ceremonia de toma de juramento.